# Недельное
Недельное — село в Малоярославецком муниципальном районе Калужской области, административный центр сельского поселения «Село Недельное». 
Бывший центр Неделинской волости Малоярославецкого уезда Калужской губернии.

## Географическая характеристика
Стоит на правом берегу реки Суходрев, при впадении в неё речки Каменки.

## История
Село стояло на большой столбовой дороге из Москвы в Калугу, получившим название Калужский тракт. В декабре 1775 года императрица Екатерина Великая проезжала через Недельное в Калугу, с этого времени тракт называется Екатерининским.
Деревянная церковь Покрова Пресвятой Богородицы впервые упоминается в 1627—1628 годах в писцовых книгах Оболенского уезда. 
С 1684 года церковь принадлежит Новодевичьему монастырю.
С 1775 года в составе Малоярославецкого уезда.
В 1782 году село Горнее (Недельное тож) с деревнями Шатеево, Суворово, Исаково, Калюковка, Селивакино, Дурной Клин, Кожухово, Григорьевская, Алешково, Булгаково, Новая и пустошами, во владении Коллегии экономии, а до этого — Новодевичьего Воскресенского монастыря.  При селе деревянная церковь во имя Покрова Пресвятой Богородицы.
В XIX веке в округе действовали три кирпичных завода. В селе сохранились старинные кирпичные дома обладающие признаками объекта культурного наследия. В 1804 году вместо деревянной церкви была построена каменная церковь Покрова Пресвятой Богородицы с колокольней и оградой. В одном из пристроенных башенных помещений находилась свечная лавка, в другом — церковная библиотека.
В 1843 году в селе открылась двухклассная школа. Учились преимущественно дети богатых крестьян. В 1890-х годах было построено новое здание школы.
Село Недельное было центром Неделинской волости Малоярославецкого уезда Калужской губернии.
В 1908 году Фёдор Иванович Глазунов был награждён медалью за то, что на свои средства позолотил кресты и иконостас церкви, расписал главный престол, построил новую ограду с двумя башнями.
В 1914 году в селе Недельное (также Горнево) проживало 490 мужчин и 530 женщин (1020 жителей). В селе располагались 2-х классная школа (обучение до 5 лет) Министерства Народного Просвещения. Всего в Неделинской волости проживало 3514 жителей.

### После революции 1917 года
После революции в селе был организован Неделинский сельсовет. В 1930 году жители объединились в колхоз имени РККА под председательством Чистова Григория.
В 1931 году в селе открылась первая кинопередвижка, в 1933 году — изба-читальня. Библиотекарем работала Смирнова Екатерина Сергеевна.
В 1933 году была создана МТС. Первым бригадиром тракторной бригады стал Токман Николай Моисеевич. В 1942 году в рамках восстановления хозяйства после войны проводились курсы трактористов для молодых девушек.
В 1938 году церковь была закрыта и использовалась как зерносклад. После войны там размещались мастерские.
13 октября 1941 года село было оккупировано немцам, 30 декабря 1941 года было полностью освобождено 238 стрелковой дивизией. Воины, погибшие при освобождении села Недельное были похоронены в братской могиле.
В ходе боевых действий село было сильно разрушено. Предприятия получили большой ущерб, а сельское хозяйство пришло в упадок. Восстановлением разрушенного пришлось заниматься старикам, инвалидам, несовершеннолетним детям.
В 1947 году в селе появилась первая электростанция, обеспечивающая освещение центральной части села. В 1953 году семилетняя школа была преобразована в среднюю.
В 1954 году на базе МТС был создан совхоз «Неделинский». Центральной усадьбой стало село Недельное. Первым директором совхоза был назначен Щукин Семён Иванович. В 1960 году его сменил Лысенко Александр Порфирьевич (годы работы – с 1960 по 1980). В селе началось масштабное строительство: были возведены жилые дома, молочный завод, животноводческие комплексы, детский сад, Дом культуры и новая трёхэтажная школа на 600 мест.
В 1992 году совхоз был реорганизован в агрофирму «Недельное», однако в условиях экономического кризиса хозяйство пришло в упадок. В 2000 году агрофирма была объявлена банкротом и преобразована в учебно-опытное хозяйство.
В 2000 году началось восстановление церкви Покрова Пресвятой Богородицы, финансирование на которое выделил «Газпром». Восстановлением занимались специалисты из Московского государственного НИИ архитектуры и реставрации.

## Население
| 1914 | 2002 | 2010 |
| ---- | ---- | ---- |
| 1020 | ↘866 | ↘855 |

## Достопримечательности
- Каменный храм в честь Покрова Пресвятой Богородицы, построен в 1804 году на средства прихожан[7].
- Кожуховский родник — памятник природы регионального значения[8].
- Якушкин колодец — памятник природы регионального значения[9].